# Caleta Oeste
La caleta Oeste (51°54′S 58°33′O / -51.900, -58.550) (en inglés: West Cove) es una entrada de mar que se encuentra en el centro de la isla Soledad del archipiélago de las Malvinas. Administrativamente pertenece al departamento Islas del Atlántico Sur de la provincia de Tierra del Fuego, Antártida e Islas del Atlántico Sur.
Esta caleta se ubica sobre la costa septentrional del seno Choiseul, al oeste de puerto Yegua, y al noroeste de la isla del Medio y de la isla Bougainville.